# Sancha Muñiz

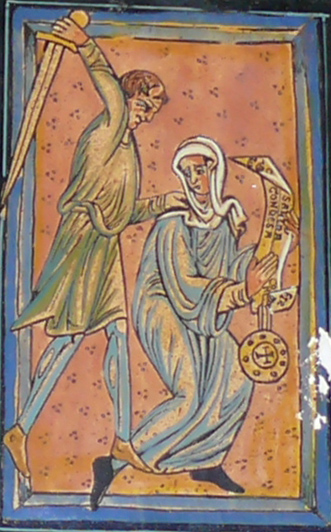
Ilustración del Libro de las estampas del en la que se representa el asesinato de Sancha Muñiz a manos de su sobrino Nuño Pérez.

Sancha Muñiz (m. 1045), también conocida como la condesa doña Sancha, fue una noble española del reino de León que vivió en el siglo xi. Era hija del conde de Astorga Munio Fernández de Saldaña, el cual se declaró rebelde contra la corona ostentada por Bermudo II de León. Sancha se casó en tres ocasiones, fundó el monasterio de San Antolín y otorgó grandes beneficios para hacer posible la construcción de la Catedral de León. A la muerte de su primer esposo, el conde Pedro Fernández que falleció durante el cerco de la plaza de Viseo en el año 1028, quedó como heredera de numerosas posesiones. Se cree que murió asesinada por un sobrino, tal como se recoge en el códice miniado del siglo XII conocido como Libro de las estampas, identificado por la historiadora Margarita Torre, como Nuño Pérez. Fue enterrada en un sarcófago de piedra que se conserva en la Catedral de León junto a la imagen de la Virgen Blanca.